# Laga skiftet
Laga skiftet est le nom de la troisième et la plus extensive des grandes réformes agraires du XVIIIe et XIXe siècles en Suède. Elle est initiée par le gouvernement et a pour but de moderniser l'agriculture dans le pays grâce au remembrement.

## Histoire
Afin de moderniser l'agriculture, le gouvernement met en place à partir de 1749 une réforme de remembrement appelée Storskiftet, dans le but de réduire l'importante fragmentation des parcelles héritée du Moyen Âge. L'ampleur de cette réforme est limitée, et donc entre 1803 et 1807, l'État met en place en parallèle l'Enskiftet, une réforme très radicale tentant de n'avoir qu'une parcelle par propriétaire. Bien que prévu pour l'ensemble du pays, l'Enskiftet affecte presque exclusivement le sud, en particulier la Scanie où la réforme est née, mais aussi Öland et Blekinge. En outre, ces deux premiers remembrements concernaient principalement les terres cultivables, et très peu le terrain boisé, qui n'était en général pas divisé entre les différents propriétaires mais géré par accord entre les différents propriétaires du village.
La cohabitation de Storskiftet et Enskiftet créait de nombreux problèmes, et il est donc décidé en 1827 de les unifier en un seul décret, lançant ainsi la réforme de Laga skifte. Ce nouveau processus est un peu plus souple que l'Enskifte dans le sens où l'État autorise plus qu'une parcelle par propriétaire. Cette flexibilité lui permet d'être appliqué de manière uniforme dans l'ensemble du pays, ce qui en fait la plus extensive des trois réformes successives. Contrairement aux deux réformes précédentes, le Laga skifte impose aussi un partage de la forêt.
Les règles du Laga skifte resteront en place jusqu'en 1928 avec l'application de la loi de 1926 sur le partage des terres (Lagen om delning av jord å landet).

## Conséquences
Cette réforme affecta presque l'intégralité du pays, à l'exception de certaines parties de la Dalécarlie. Elle créa une explosion des villages, avec environ un tiers des propriétaires déplaçant leur ferme au plus près de leurs terres. Ceci entraîne une nette diminution de la distance entre la ferme et les terres associées et dans l'ensemble une nette hausse de la productivité.
En comparaison avec les réformes similaires du reste de l'Europe, le Laga skifte suédois a eu moins de conséquences sociales, et en particulier n'a pas engendré de nette baisse du nombre de propriétaires fonciers. L'organisation suédoise généra des coûts moins importants qu'en Angleterre par exemple, et donc même les plus petits propriétaires ont survécu à la réforme.